# Pădina Mare
Pădina Mare è un comune della Romania di 1607 abitanti, ubicato nel distretto di Mehedinți, nella regione storica dell'Oltenia. 
Il comune è formato dall'unione di 6 villaggi: Biban, Iablanița, Olteanca, Pădina Mare, Pădina Mică, Slașoma.